# Rhynchina heinrichharreri
Rhynchina heinrichharreri är en fjärilsart som beskrevs av Martin Lödl 1998. Rhynchina heinrichharreri ingår i släktet Rhynchina och familjen nattflyn. Inga underarter finns listade.